# 土曜音楽会いちばん星みつけた
『土曜音楽会いちばん星みつけた』（どようおんがくかい いちばんぼしみつけた）は、1975年（昭和50年）10月から1984年（昭和59年）6月までテレビ静岡で放送されていたテレビ番組である。

## 概要
静岡県内の幼児から小・中学生くらいまでの子供たちが毎週数組出場し、歌を競うという子供版素人のど自慢番組で、8年9か月間にわたって放送された。放送時間は毎週土曜日 18:00 - 18:30。出演した子供達は延べ約7万人に及ぶという。
県内各地での予選を経てテレビ静岡本社で本選を行い、その合格者が番組に出演していた。採点方法は、3人の審査員が各自10点の合計30点満点で採点するというもの。その回の最優秀になった出場者は、「いちばん星賞」として表彰された。他に目立ったり健闘したりしていた者には「うめ星賞」が贈られた。番組後半には、クラス単位などで合唱や合奏を披露する「キラキラ星コーナー」、末期には「いちばん星子供ニュース」のコーナーもあった。

## 司会
- 葉村エツコ（1975年10月 - 1983年9月）
- 花形一実 （当時テレビ静岡アナウンサー。1983年（昭和58年）9月） ※葉村エツコのピンチヒッターとして出演
- 鳥塚しげき（1983年10月 - 1984年6月）懐妊によって降板[2]した葉村エツコの正式な後任として番組終了まで担当

## 主題歌
「いちばん星みつけた」
作詞：杉山俊江、作曲：高野満好・高橋弘三
唄：葉村エツコ
※藤本房子のシングルレコード「ごてんばあさん」のB面。番組のオープニングで歌われていた物とは歌詞が一部異なっている｡後にテレビ静岡の企画によって発売された「しずおかCD」には別アレンジのカバー版が収録されている。但し唄は葉村エツコではない。

## エピソード・雑記
- 大澄賢也と佐野量子が小学生の時にこの番組に参加者として出演している。
- 出場者全員に参加賞として、スポンサーからの味噌・醤油、また葉村エツコのサイン色紙・記念の盾もしくはメダルなどが贈られていた。また、番組のノベルティグッズとして、番組のロゴや放送時間などを印刷した鉛筆がテレビ静岡のイベントなどで販売されていた。
- 当時、フジテレビ系列では土曜18時台がローカルセールス枠（所謂「ネットの縛り」が無い時間帯で、各局が自由に番組を編成できる）であったことから、テレビ静岡ではこの番組が長きにわたって編成されていた。ちなみに2011年4月時点においても、フジテレビ系列の土曜18時台は前半が準ネットセールスの時間帯で、後半はローカルセールスの時間帯となっており、テレビ静岡でも18時台後半には長らく自社制作のローカル番組『くさデカ』が放送されている。

### 後継番組・その後
- 1984年（昭和59年）の番組終了後、同番組のコンセプトを受け継いだ『おはよう！元気ショー』が同年7月から日曜朝に放映開始した（司会は水島裕、当時の芸名は水島裕允）。優勝者には東京ディズニーランドの入園チケットが贈られる。「いちばん星みつけた」と違い審査員は出演せず、それぞれ出演者の歌唱後に牛もしくはニワトリのパペットが鳴き声と共に登場、ニワトリを鳴かせた出演者の中から優勝者を決めるというスタイルを取っていた。唄のコーナーの他に「スーパー綱引きマッチ」という綱引き大会のコーナーが存在した。「スーパー綱引きマッチ」の収録は主に三菱電機静岡製作所の体育館などで収録が行われていた。しかし放映が日曜日で、しかも放送開始時刻が早朝の6時46分(後に8時台に放送時間が繰り下げられている)という時間帯ゆえか、視聴率は伸び悩み、僅か二年程度で番組は打ち切りとなっている。
- 2008年12月14日、FNS「LOVEキッズプロジェクト」の一環として、テレビ静岡開局40周年特別番組内に於いて一度だけ「復活！いちばん星みつけた」として放映された。当時と同様、事前に募集して予選を通過した小学生が中心に出場し、収録が行われている。司会は当時テレビ静岡のアナウンサーだった田中宏枝アナウンサー。葉村エツコはスタジオ収録には出演せず、VTR出演で久しぶりにテレビに登場し、番組に対する思い出やエピソード、降板時妊娠中だった子供が25歳(番組放映時)になった事などを語っている。
- 番組として収録、放映は行われていないが、2013年8月17日には、静岡市清水区にある大型商業施設「エスパルスドリームプラザ」内でのイベントとして「さくらももこ ちびまる子ちゃん展開催記念 いちばん星みつけた 〜復活ちびっこのど自慢〜」が開催されている[3]。